# Wolf-getal

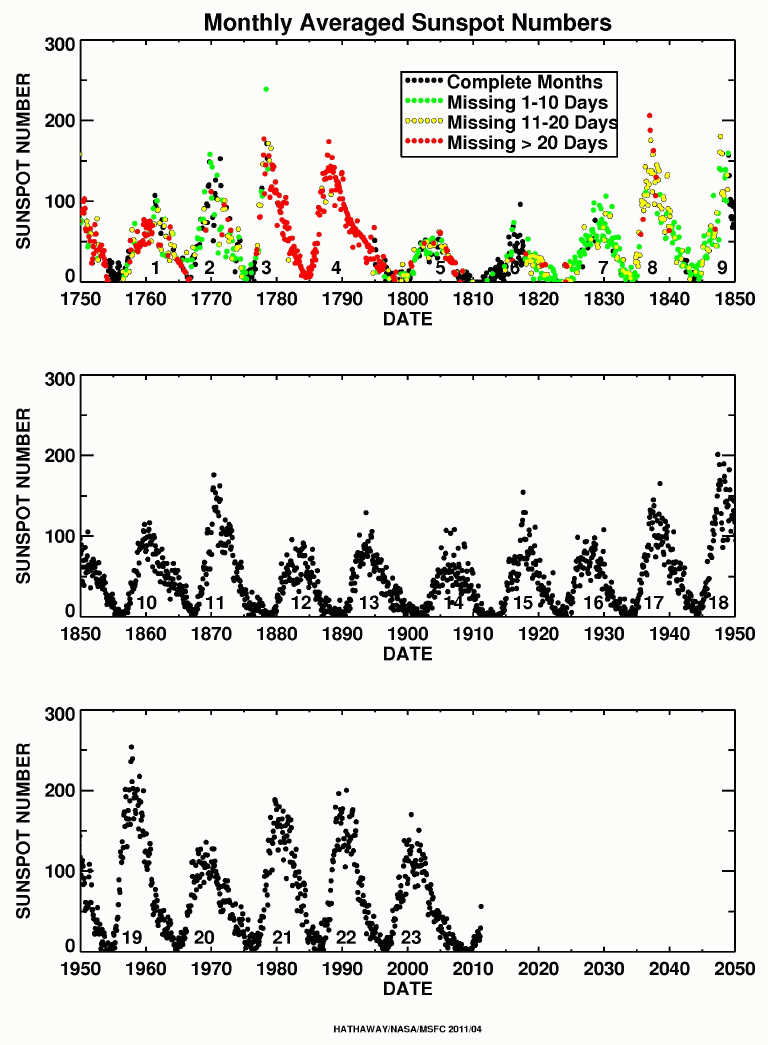
Wolf-getal sinds 1750.

Het Wolf-getal (ook bekend als het internationale zonnevlekgetal, relatieve zonnevlekgetal of Zürich-getal) is een grootheid die het aantal zonnevlekken en het aantal groepen van zonnevlekken meet die zich op het oppervlak van de Zon voordoen.  
Het idee om het aantal zonnevlekken te berekenen werd in 1848 uitgedacht door de Zwitserse astronoom Rudolf Wolf. De procedure die hij voorstelde draagt Wolfs naam (of die van zijn woonplaats). De combinatie van zonnevlekken en hun groepering wordt gebruikt omdat het voor variaties in het observeren van kleine zonnevlekken compenseert.
Dit getal is door onderzoekers over een periode van meer dan 150 jaar verzameld en berekend. Zij hebben ontdekt dat zonneactiviteit cyclisch is en zo rond elke 9,5 tot 11 jaar een maximum bereikt (merk op: met behulp van gegevens afkomstig van SIDC voor de laatste 300 jaar geeft het uitvoeren van een discrete fouriertransformatiefunctie een gemiddeld maximum van 10,4883 jaar/cyclus). Deze cyclus werd in 1843 als eerste door Heinrich Schwabe opgemerkt.
Het relatieve zonnevlakgetal {\displaystyle R} wordt  met behulp van onderstaande formule (gebaseerd op een dagelijkse index van zonnevlekactiviteit) berekend:
{\displaystyle R=k(10g+s)\,}
waar
- {\displaystyle s} het aantal individuele zonnevlekken is,
- {\displaystyle g} het aantal zonnevlekgroepen is en
- {\displaystyle k} een factor is, die varieert met de locatie en het beschikbare instrumentarium (ook bekend als de observatoriumfactor of de personele reductiecoefficient {\displaystyle K}).[3]

## Voetnoten
1. ↑  The Sun - History (25 november 2001). Geraadpleegd op 26 januari 2014.
2. ↑  SIDC, RWC België, World Data Center voor de zonnevlakindex, Koninklijke Sterrenwacht van België, 'jaren-van-data'
3. ↑  Personele reductie coëfficient K